# František Zyka (1904)
František Zyka (6. ledna 1904 Brno – 12. dubna 1971 Brno) byl český houslař.

## Životopis
Začal se učit v oboru soustružník, ale přešel k firmě Václav Lídl na Zelném trhu v Brně, kde se v letech 1919–1922 vyučil houslařem u Jana Podešvy a Antonína Gally. U firmy pak zůstal pracovat až do roku 1945. V listopadu 1943 absolvoval mistrovskou zkoušku. Po skončení druhé světové války tři měsíce pracoval v Brně u houslaře Josefa Kreutzera.
V roce 1929 se oženil s Marií, roz. Chrástovou, a 20. února 1930 se jim narodil syn František Zyka mladší, který se později stal rovněž houslařem.
Od roku 1945 pracoval soukromě ve svém bytě na Husově ul.3 v Brně, kde měl zároveň i houslařský ateliér. Později se přestěhoval do dílny po houslaři Františku Trávníčkovi. V roce 1949 byla ale dílna zrušena, a tak se opět vrátil na Husovu ul. 3, kde pracoval ve svém bytě do roku 1955. Toho roku dostal možnost se přestěhovat i s rodinou do bytu na Dominikánské náměstí 6 (od roku 1952 náměstí Družby národů), kde současně dostal do pronájmu i prostory v přízemí domu pro účel houslařského ateliéru. Zde pracoval do roku 1971, kdy zemřel.
Byl členem Kruhu umělců houslařů.
Jeho žáky ve firmě Lídl byli např. Bohumil Buček a Karel Matuška. Mezi lety 1947–1950 vyučil ve své dílně rovněž svého syna Františka.
Postavil kolem 80 nástrojů. Používal žluto-oranžový lak. Pracoval převážně po vzoru Guarneri del Gesú.